# 法蘭茲·封·李斯特

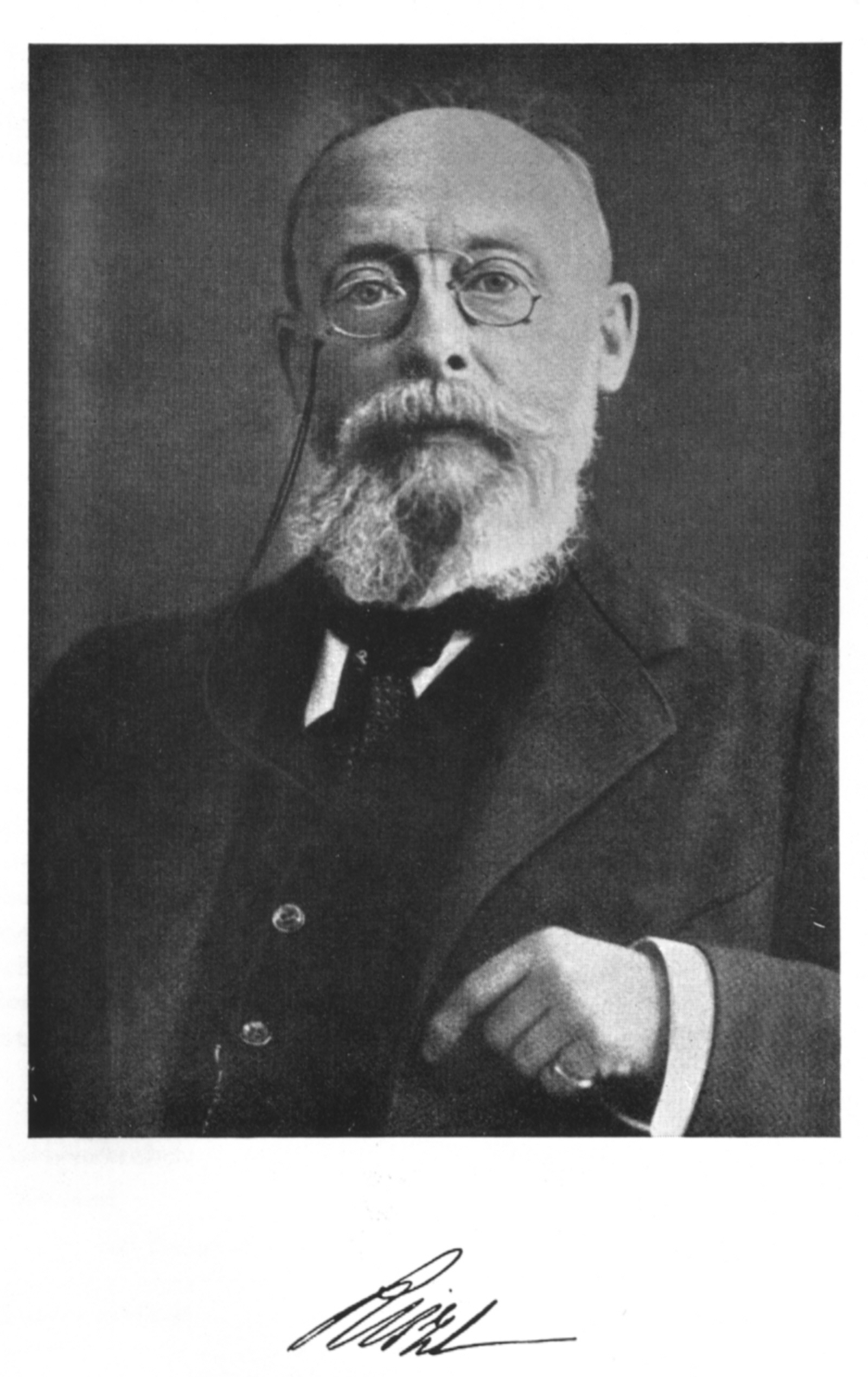
Franz von Liszt

法蘭茲·封·李斯特（德語：Franz von Liszt，1851年3月2日—1919年6月21日），簡稱李斯特（Liszt）或封·李斯特（von Liszt）1898年到1917年在柏林大學（1949年改名為「柏林洪堡大學」）擔任刑法和國際法教授，同時也是當時德意志帝國進步國民黨的普魯士邦議員與帝國議會議員。

## 家庭
李斯特的父親爱德华·冯·李斯特（Eduard von Liszt）也是法学家，而且曾任19世紀中葉奧地利新設置的帝國檢察長。弗朗茨·李斯特這個姓名在歷史上還有一個著名人物，也就是鋼琴家與作曲家李斯特·费伦茨。事實上，鋼琴家李斯特是法學家李斯特的堂哥與教父；不過因為鋼琴家李斯特出生於1811年，所以其實與法學家李斯特的父親爱德华同時代。

## 生平
1851年出生在维也纳，鋼琴家李斯特在1859年獲奧匈帝國皇帝法蘭茲·約瑟夫一世（德語：Franz Joseph I）頒騎士爵位，以感謝他對奧地利的貢獻。1865年，鋼琴家李斯特出家成為低階神父（德語：Niedere Weihe），把世俗的騎士爵位轉贈叔叔Eduard，法學家李斯特再從父親Eduard那裡繼承爵位，成為李斯特騎士法蘭茲（德語：Franz Ritter von Liszt）。

## 職業生涯
李斯特於1869年起就讀維也納大學，師從耶林（德語：Rudolf von Jhering）並深受其影響，例如在1883年著名的《法律中的目的思想》一文裡，李斯特把耶林《為權利戰鬥》（德語：Kampf ums Recht）一書的思想移轉到刑法學上，充實了現代刑法學上的「法益」（德語：Rechtsgut）一語。1874年取得法學博士（Dr. jur.）學位後，李斯特積極走上學術生涯。首先1876年在奧地利格拉茲完成教授資格論文，然後歷任德國吉森大學（1879年起）、馬堡大學（1882年起），哈勒大學（1889年起），最後來到當時德意志帝國首都大學－－柏林大學法律系（1898年起，終其餘生），也是當時德國規模最大的法律系。
在學術生涯的頭20年，他幾乎只致力於刑法學。例如，1882年他於馬堡大學時開設了德國第一門犯罪學專題課程，刑事政策學會，並成為德國迄今仍最頂尖的刑法學期刊《整體刑事法雜誌》之創辦成員。他的思想蔚為風潮，與其學生共同形成了德國刑法學界的「馬堡學派」（德語：Marburger Schule）。
到了柏林之後，李斯特積極參加進步國民黨，很快成為柏林市議會中代表柏林－夏洛滕堡區的市議員，1908年轉換跑道成為普魯士邦議會議員，1912年更被選為德意志帝國議會議員。不過他在政治上並非領導人物，甚至是行政部門眼中的刺，總是發表異議。身為自由主義與道德勇氣的信徒，他在當時皇權已穩定下來的普魯士和德意志帝國上流社會中沒有太多支持。
不過在學術生涯方面李斯特就不得了了，絕非尋常的教授。在馬堡大學和哈勒大學的時期，李斯特都是該校的校長。到了柏林後，他很快成為教職最高階的「大教授」（德語：Großordinarius），德國科學會（German Manderins）的授勳會員，獲德意志皇帝頒發私人顧問頭銜（德語：Geheimratstitel），是德意志帝國「政治教授」（德語：Politischer Professor）的最後幾位代表人物之一。
1919年6月21日卒於德國塞海姆-尤根海姆。

## 註腳
1. ↑  Österreichisches Staatsarchiv Wien, Allgemeines Verwaltungsarchiv: Adelsakt Liszt Franz, Ritter von, Wien 30. Oktober 1859
2. ↑  Liszt, Franz von. . Zeitschrift für die gesamte Strafrechtswissenschaft: S. 1 ff. doi:10.1515/zstw.1883.3.1.1.
3. ↑  鍾宏彬. . 春風煦日論壇（刑事法叢書系列7 專題論著3）. April 2012: 頁47以下. ISBN 978-986-80676-3-9.
4. ↑  .   [2013-08-15]. （原始内容存档于2019-05-18）.